# Johanna Katharina de Montfort
Johanna Katharina Viktoria von Montfort-Tettnang  (n. 9 octombrie 1678 - d. 26 ianuarie 1759, Sigmaringen) a fost o contesă de Montfort, prințesă consort de Hohenzollern-Sigmaringen (1700-1715) și regentă (1715-1720).